# Roy Middleton
Roy Middleton (* 3. Oktober 1927 in Atherton; † 23. Juni 2004 in Media, Pennsylvania) war ein englischer experimenteller Kernphysiker, der ab 1964 in den Vereinigten Staaten lehrte und forschte.
Middleton studierte an der Universität London mit dem Bachelor-Abschluss 1948 und wurde 1951 an der University of Liverpool in Kernphysik promoviert. In seiner Dissertation untersuchte er die (d, n) Stripping-Reaktion (bei der ein 8 MeV Deuteron sein Proton an das Target abgibt mit dem Neutron des Deuterons als einem der Endprodukte der Streuung). Solche Reaktionen spielten damals eine wichtige Rolle bei der Etablierung kollektiver Kernmodelle. Er blieb bis 1955 als Teaching Assistant an der Universität Liverpool und war danach bis 1964 leitender Wissenschaftler am Atomic Weapons Research Establishment in Aldermaston, wo er seine Forschungen zu Kernreaktionen (speziell Transferreaktionen) fortsetzte. 1964 war er zunächst Gastprofessor und ab 1965 Professor für Kernphysik an der University of Pennsylvania.
Dort entwickelte er 1972 eine neue Ionenquelle (Cesium Sputter Negative Ion Source), die ein wichtiger Schritt in der Entwicklung der Beschleuniger-Massenspektrometrie (Accelerator Mass Spectrometry, AMS) war. Er entwickelte verschiedene weitere Techniken für AMS, die er auch auf die radioaktive Altersbestimmung anwandte (zum Beispiel in einem Programm für Ca 41 Altersbestimmung pleistozäner Knochen oder Altersbestimmung mit Be 10 bei der Untersuchung mit Geophysikern der Carnegie Institution der Laven mittelozeanischer Vulkane) oder auf die Untersuchung der Wechselwirkung kosmischer Höhenstrahlung mit Materie auf der Erde. Zuletzt befasste er sich mit der Physik verschiedener negativ geladener Molekülionen.
Die Eigenschaften der negativen Ionen verschiedener Atome und Moleküle  tabellierte er in seinem Negative Ion Cookbook.
1979 erhielt er den Tom-W.-Bonner-Preis für Kernphysik. Er war Fellow der American Physical Society.
Er war verheiratet und hatte einen  Sohn und eine Tochter.